# Stenbæk
Stenbæk (på tysk Stenbeck, også Stenbjerg Å / Steinberger Au; den nedre del kaldes for Havernæs Å / Haberniser Au) er et vandløb i det nordøstlige Angel i Sydslesvig i den nordtyske delstat Slesvig-Holsten. Den har en samlet længde på 9,4 km og strækker sig over Kværn, Stenbjerg og Nykirke Sogne. Vandløbet udspringer et sted mellem Kværn, Vesterholm og Hatlund Mose, passerer Stenbjergkirke-Kanslie, drejer ved Flintholm mod nord, løber øst om Gingtoft og udmunder ved Nyby vest for Nykirke i Flensborg Yderfjord. Stenbæks ovre løb (vest for Stenbjergaard) er rørlagt over en strækning på ca. 3,7 km. Bækken har tilløb af Volsrød Å, Gingtoft Å og Kværn Møllebæk. På en strækning danner den kommunegrænse mellem Stenbjerg og Stenbjergkirke.
Tæt ved udmundingen mellem Nykirke og Havernæs er der en 2,5 lang og op til 1 km bred lavning med strandeng, sumpskov og sivbælter. Området har i stenalderen været en havbugt, som senere blev afsnøret af materialevandring og strandvoldsdannelse. I området ligger den ø-lignende forhøjning Bastholm (ty. Bostholm).
Det tidligste, man kender til bækkens navn, er i 1648 hos Johannes Mejer. Forleddet er subst. sten (glda. stēn, oldn. steinn). Dette meget almindelige bæknavn betyder hhv. bæk med mange sten, den stenfyldte bæk og bæk, der løber på stenet bund.

## Galleri
- Stenbæk ved Stenhøj (ty. Sternhöh)
- Broen mellem Nørregårdskov og Volsrød-kilden
- Digesluse (sil)